# 알티캐스트
알티캐스트(Alticast Corp.)는 휴맥스 그룹 소속의 대한민국의 IT기업이다. 본사는 서울특별시 서초구 반포대로 27 파크빌딩 6층에 위치해 있으며 대표이사는 서정규이다. 

클라우드 기반 디지털 방송 솔루션, 자회사인인 오윈(주)을 통해 인카페이먼트 및 커넥티드카 사업을 영위한다. 전기차 충전 인프라 전문기업 차지인을 보유하고 있다 차지인은 지하와 지상 주차장을 구분하고 충전율을 90%로 제한하는 소프트웨어 특허를  보유하고 있다

## 상장
2013년 12월 6일 주관사를 한국투자증권으로 공모가 8,500원에 상장하였다. 

## 유상증자
2024년 12월 베노티앤알과 위드윈투자조합79호를 대상으로 80억원 규모의 3자배정 유상증자를 하였다.

## 같이 보기
- 충전소
- 베노티앤알

## 참고 문헌
1. ↑  알티캐스트, 알티모빌리티 지분 확대..."모빌리티 사업 역량 강화", 뉴스핌, 2023년 5월 5일
2. ↑  알티캐스트, 알티모빌리티-카카오모빌리티 업무 제휴에 강세, ET뉴스, 2022-08-26
3. ↑  <코>알티캐스트, 현재가 5.36% 급등, 서울경제, 2023.12.05
4. ↑  박민규, 알티캐스트, ‘차지인’ 미국 전기차 인프라 사업 소식에 상한가, 이투데이, 2022-10-05
5. ↑  서용덕, 알티캐스트, 상한가…캐리·휴맥스홀딩스·원익피앤이 등 전기차 충전株 '들썩', 영남일보, 2024년 8월 21일
6. ↑  알티캐스트, 181억 규모 3자배정 유상증자, 뉴시스, 2024년 12월 16일